# Broxburn
Broxburn è una città di circa 15.000 abitanti della Scozia meridionale, facente parte dell'area di consiglio del Lothian Occidentale (West Lothian).

## Geografia fisica
Broxburn si trova ad ovest di Edimburgo e a pochi chilometri a sud della località costiera di South Queensferry.

## Origini del nome
Il toponimo Broxburn significa letteralmente "valle dei tassi".

## Storia
La località si sviluppò a partire dagli anni venti del XIX secolo con l'apertura dello Union Canal e con l'arrivo della ferrovia nel 1849.
In seguito, a partire dal 1858, iniziò il boom economico della località grazie alla scoperta di ricchi giacimenti di petrolio.

## Monumenti e luoghi d'interesse

### Architetture religiose

#### Chiesa di Strathbrock St Nicholas
Principale edificio religioso di Broxburn è la chiesa di Strathbrock St Nicholas, le cui parti più antiche risalgono all'XI secolo.

## Società

### Evoluzione demografica
Nel 2016, la popolazione stimata di Broxburn era pari a circa 15.440 abitanti, di cui 7.874 erano donne e 7.566 erano uomini.
La popolazione al di sotto dei 20 anni era pari a 3.616 unità (di cui 2.927 erano gli adolescenti e i bambini al di sotto dei 16 anni), mentre la popolazione dai 65 anni in su era pari a 402 unità e quella dagli 80 anni in su era pari a 2.778 unità.
La località ha conosciuto un incremento demografico rispetto al 2011, quando la popolazione censita era pari a 15.380 abitanti, e al 2001, quando la popolazione censita era pari a 13.110 unità.

## Sport
- La squadra di calcio locale è il Broxburn Athletic Football Club, club fondato nel 1948[4]